# St. Markus und St. Ulrich (Müdesheim)

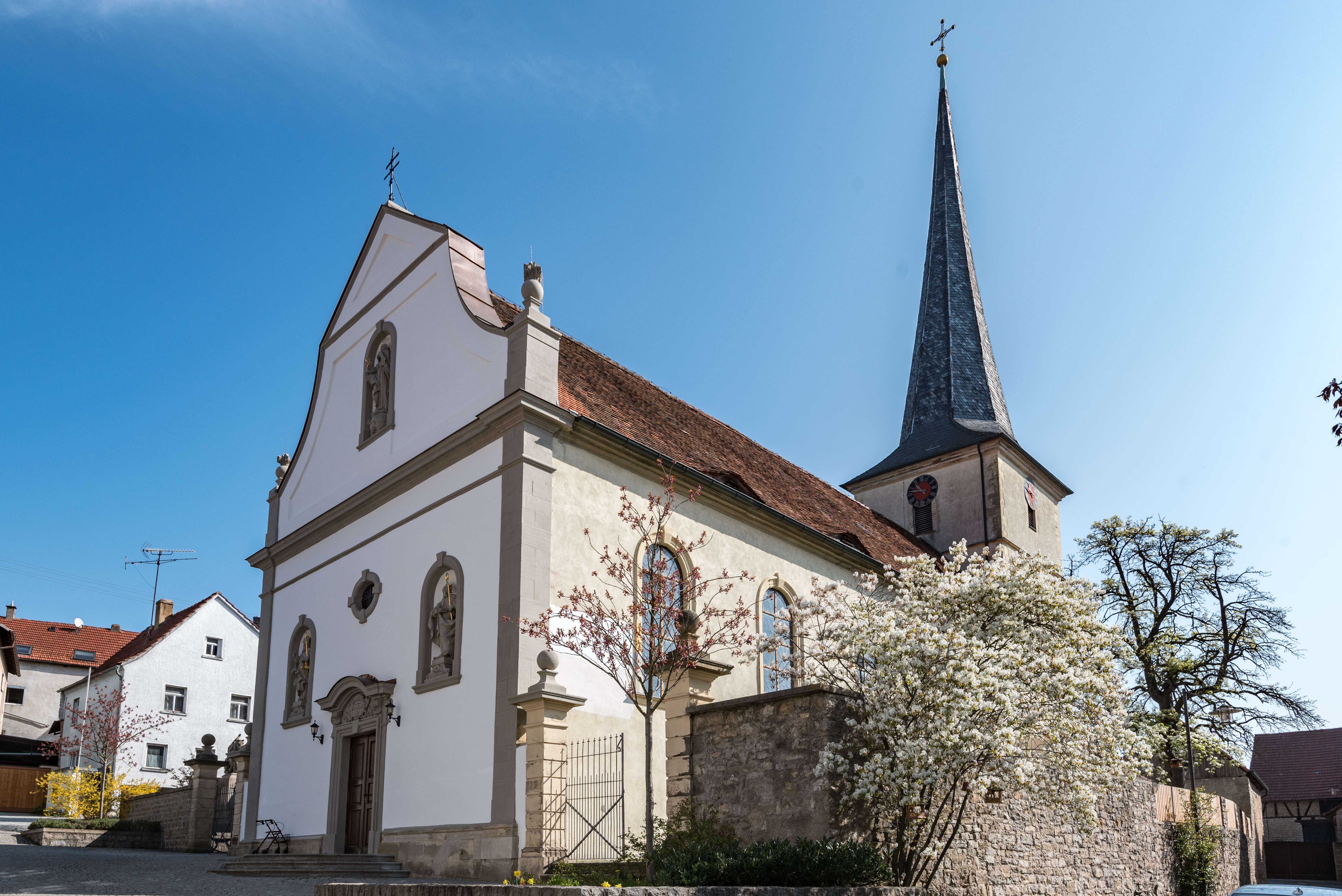
St. Markus und St. Ulrich (Müdesheim)

Die römisch-katholische, denkmalgeschützte Pfarrkirche St. Markus und St. Ulrich steht in Müdesheim, einem Gemeindeteil der Stadt Arnstein im Landkreis Main-Spessart (Unterfranken, Bayern). Das Bauwerk ist unter der Denkmalnummer D-6-77-114-203 als Baudenkmal in der Bayerischen Denkmalliste eingetragen. Die Pfarrei gehört zur Pfarreiengemeinschaft Sankt Bonifatius - Werntal (Müdesheim) im Dekanat Karlstadt des Bistums Würzburg.

## Beschreibung
Die Saalkirche besteht aus einem Langhaus, einem eingezogenen Chor im Osten, die 1748 erbaut wurden, und einem östlich anschließenden Kirchturm, der auf einen um 1573 gebauten Chorturm des Vorgängerbaus zurückzuführen ist. Sein oberstes Geschoss, das die Turmuhr und den Glockenstuhl beherbergt, wurde mit einem achtseitigen, schiefergedeckten Knickhelm bedeckt. Die Fassade im Westen, in der sich das Portal und drei Statuen in Nischen befinden, ist mit einem Schweifgiebel bedeckt. Im Erdgeschoss des Kirchturms sind mittelalterliche Wandmalereien erhalten. 
Die Deckenmalerei von Johann Peter Herrlein im Innenraum des Langhauses, stellt das Abendmahl Jesu und die Streitende, leidende und triumphierende Kirche dar. Die Kirchenausstattung stammt aus der Bauzeit. 